# Януш Ядвіга Вацлавівна
Януш Ядвіга Вацлавівна (12 травня 1933, смт Степань, тепер Сарненського району Рівненської області) — український мовознавець польського походження, провідний педагог вищої школи, доктор філологічних наук (1991), професор (1992), заслужений працівник освіти України (2003), відмінник освіти України (2001), академік Міжнародної академії наук вищої школи (2001), громадський діяч, солістка-вокалістка, дипломант і лауреат багатьох конкурсів і оглядів художньої самодіяльності.

## Освіта
1951 закінчила з відзнакою Костопільське педагогічне училище (Рівненщина) за спеціальністю вчитель початкової школи.
1956 закінчила філологічний факультет Київського державного університету імені Тараса Шевченка за спеціальністю українська мова та література. Присвоєна кваліфікація філолога, викладача української мови та літератури.
1956 закінчила вокальну студію художньої самодіяльності Київського державного університету імені Тараса Шевченка.
1973 р. прослухала повний, чотиримісячний курс підвищення кваліфікації викладачів на факультеті при Львівському державному університеті ім. Івана Франка за спеціальністю українська мова.
1992 склала екзамен з польської мови екзаменаційній комісії в Київському державному університеті імені Тараса Шевченка з оцінкою «відмінно».

## Наукові ступені і вчені звання
1971 — захистила дисертацію на тему «Значення творчості І. Карпенка-Карого в історії мови української драматургії кінця XIX — початку XX ст.» на здобуття наукового ступеня кандидата філологічних наук за спеціальністю «Українська мова та література».
1975 — присвоєне вчене звання доцента кафедри української мови.
1990 — захистила дисертацію на тему «Мова української драматургії кінця XIX — початку XX ст. (Лексика. Функціонально-стилістичний аспект)» на здобуття наукового ступеня доктора філологічних наук за спеціальністю «Українська мова».
1992 — присвоєне вчене звання професора кафедри української і російської мов.
2001 — обрана дійсним членом Міжнародної академії наук вищої школи — МАН ВШ, присвоєне вчене звання академіка.

## Кар'єра
1956—1957 — викладач російської мови та літератури у вечірній школі робітничої молоді в Кіцмані та викладач співів у I—Х класах Кіцманської СШ Чернівецької області. З 1957 — керівник художньої самодіяльності Рівненського сільськогосподарського технікуму.
1958—1984 — працювала на мовознавчих кафедрах Рівненського педагогічного інституту.
1985 — доцент кафедри журналістики Київського державного університету імені Тараса Шевченка.
1985—1990 — доцент кафедри російської мови в Київському інституті народного господарства (тепер Київський національний економічний університет імені Вадима Гетьмана), з 1991 р. — завідувач кафедри української та російської мов, згодом — завідувач кафедри української мови та літератури. З 2003 по 2004 рр. професор цієї ж кафедри.
2004—2013 — професор кафедри українознавства Гуманітарного інституту Національного авіаційного університету, згодом — кафедри української мови та культури.

## Науково-педагогічна діяльність
Ядвіга Януш зробила значний особистий внесок в українську освіту, в процес впровадження, популяризації й утвердження української мови в навчальному процесі у вищій школі в Україні та за її межами (в Польщі, Німеччині, Молдові, Білорусі).
Працювала в 4-х вищих навчальних закладах України (див. рубрику – кар’єра).
У Ровенському державному педагогічному інституті викладала українську мову студентам стаціонарного і заочного навчання, читала спецкурси з мови, керувала підготовкою курсових і дипломних робіт, керувала педагогічною практикою студентів, приймала державні  іспити з української мови, була головою предметної екзаменаційної комісії з української мови на вступних іспитах до інституту. Одночасно  з навчальною роботою працювала як науковець.
Захистила в 1971 р. в Інституті Мовознавства АН УРСР кандидатську дисертацію. У 1975 р. присвоєне вчене звання доцента кафедри української мови.
У київському національному університеті ім. Тараса Шевченка Я. В. Януш  працювала доцентом на кафедрі журналістики і читала курс сучасної української літературної мови для майбутніх журналістів з урахуванням їхньої спеціальності.
У   Київському національному економічному університеті у зв’язку з впровадженням української мови у навчальний процес вищих навчальних закладів України в 1991 р. на базі кафедри російської мови була створена кафедра української і російської мов, яку очолила Я. В. Януш. Вона укомплектувала кафедру викладачами української мови і підготувала навчально-методичні матеріали (програму з української мови, навчальні посібники та ін.), необхідні для забезпечення  навчального процесу.
Я. В. Януш написала і опублікувала перший навчальний посібник з української мови («Сучасна українська мова», К., 1996), призначений для студентів нефілологічних спеціальностей і написаний за розробленою нею концепцією.
Я.В. Януш підготувала методичні рекомендації і розробила всю документацію з української мови та літератури на вступні іспити до університету.
У 1993 р. В КНЕУ при кафедрі української і російської мови була відкрита аспірантура за ініціативою проф. Я. В. Януш, на якій аспіранти досліджували економічну термінологію. 
Активна робота кафедри української і російської мов під керівництвом Я.В.Януш, як її завідувача, сприяла завершенню  процесу українізації не тільки навчального процесу в університеті, але й роботи університету в цілому.
У КНЕУ кафедра української та російської мов була перепрофільована в кафедру української мови та літератури, яка перетворилася у важливий навчальний підрозділ університету, в сильну, високого науково-методичного рівня кафедру.
У КНЕУ проф. Я.В.Януш, як завідувач кафедри української мови та літератури і голова комісії щодо здійснення державної мовної політики  в університеті здійснила цілий ряд заходів, спрямованих на популяризацію і утвердження української мови в університеті     і піднесення її культурного рівня.
Підготувала програму і методичні рекомендації з української мови та літератури для вступників до КНЕУ,  опубліковані в Довідниках різних років, методичні рекомендації про дотримання норм української літературної мови в КНЕУ і розповсюдила їх по всіх підрозділах університету.

Була головою   предметної екзаменаційної комісії з української мови та літератури (10 разів) на вступних іспитах до КНЕУ.
Розробила Концепцію викладання української мови для студентів ВНЗ, неатестованих з української мови в середніх навчальних закладах, яку реалізувала в навчальному посібнику «Українська мова», написаному в сумісництві за її проектом і виданому за її загальною редакцією (Київ, КНЕУ, 2006). 
За ініціативою Я. В. Януш і закладеною нею програмою на кафедрі було започатковано викладання курсу «Польська мова»  для бакалаврів з економіки, що викладався факультативно.
Вона запровадила в університетській газеті «Економіст»  рубрику «Про культуру української мови», започаткувала створення в КНЕУ при кафедрі навчально-методичного кабінету  і консультаційного центру з української мови, проведення олімпіад з української мови та ін. 
Я. В. Януш, як завідувач кафедри в КНЕУ,  підготувала і провела разом з Інститутом української мови НАН України першу в історії кафедри української мови та літератури Міжнародну конференцію на тему «Українська термінологія і сучасність». Включила в практику навчального процесу В КНЕУ проведення тематичних занять і навчально-просвітницьких годин культурно-просвітительного характеру, приурочених до дня Рідної мови і Шевченківських днів.
У Національному авіаційному університеті (НАУ) проф. Я. В. Януш викладала  провідні мовознавчі курси: спеціальний курс сучасної української мови, української мови за професійним спрямуванням і українську ділову за складеними нею програмами.
Вона керувала викладацькою і переддипломною практикою магістрів і виробничою практикою спеціалістів.
Її навчальний посібник «Сучасна українська мова». Курс лекцій, 1 і ІІ частини. КНЕУ, Київ, 2005, 460 с., написаний за розробленою нею концепцією і призначений для студентів нефілологічних спеціальностей ВНЗ,  в конкурсі на кращий навчальний посібник 2007 року в НАУ зайняв 3-тє місце, а проф. Я. В. Януш, як   його автор, була нагороджена Дипломом.  Вона також запровадила в практику навчального процесу укладання студентами термінологічних або професійних словників за профілем обраної спеціальності.
У своїй педагогічній діяльності  в КНЕУ Я. В. Януш викладала 3 слов’янські мови: українську, польську і російську, читала курс української ділової мови на факультеті підвищення кваліфікації працівників контрольно-ревізійного апарату Міністерства фінансів України, головних бухгалтерів Міністерства освіти України.
Як науковець проф. Я.В.Януш є автором  190 наукових і науково-методичних праць з української мови, в тому числі Монографія, навчальні посібники, методичні розробки і програми з української, російської  і польської мов та ін.
Виступала з доповідями  на Мовознавчих наукових конференціях (їх біля 200) різного рівня: місцевих, обласних, республіканських, всеукраїнських, міжнародних, які проходили в Україні., 20 з них за кордоном – в університетах Польщі, Молдові (в Кишинеу), Білорусі (у Мінську). Найбільше їх відбулося в Польщі, зокрема  у Варшаві, Познані, Щецині, Зеленій Гурі. Матеріали конференцій публікувалися у збірниках наукових матеріалів цих конференцій, які видавалися друком в Україні і за рубежем.
У 2008 році у зв’язку з 75-річним ювілеєм і 50-річчям плідної і сумлінної педагогічної діяльності у вищій школі, за вагомі здобутки в науковій, навчально-методичній, громадській  і виховній роботі професор  Януш Ядвіга Вацлавівна одночасно була рекомендована трудовим колективом кафедри Українознавства Гуманітарного інституту НАУ, Вченою радою Національного авіаційного  університету для представлення до нагороди орденом Княгині Ольги  Ш ступеня.
15 червня 2023 р. в Київській Публічній бібліотеці імені Лесі Українки був відзначений урочисто багаторічний ювілей проф. Януш Ядвіги Вацлавівни, на якому був продемонстрований фільм про  її життєво-творчий шлях, підготовлений директором Публічної бібліотеки імені Лесі Українки Романюк Ольгою Іванівною та прослухана телепередача «Пісня і праця» про Я.В.Януш як викладача, науковця і співачку, що транслювалась з Львівської телестудії по Українському телебаченню 8 січня 1969 р., яка була підготовлена для оцифрування  ученим секретарем цієї бібліотеки Трубайчук Оленою Михайлівною для прослуховування.

## Сценічна діяльність

Я.В.Януш на сцені

Сценічна діяльність Я. В. Януш, яка проходила одночасно з науково-педагогічною діяльністю, відзначається особливим розмаїттям і великим обсягом. Вона не тільки талановитий педагог і відомий науковець, а й талановита співачка. Природа наділила її чудовим дзвінким і ніжним голосом (ліричне сопрано), подібним до голосу славнозвісної української співачки Оксани Петрусенко, що й визначило її другий мистецько-творчий шлях. Дар співачки у неї розвинувся в Костопільському педучилищі (на Рівненщині), де вона навчалася (1947—1951 рр.) і де фактично розпочалася її сценічна діяльність.
Чарівний спів Я. В. Януш лунав зі сцен київських театрів поряд з такими корифеями вокального співу, як Юрій Гуляєв, Галина Олійниченко, Бела Руденко, Євгенія Мірошниченко, Євдокія Колесник, Дмитро Гнатюк, Костянтин Огнєвой та ін. Університетській «зірці» вокалу, як її називали в університеті, присвячували і дарували свої пісні такі композитори, як Г. Майборода, А. Кос-Анатольський, В. Верменич, Л. Левітова, самодіяльні композитори Рівненщини: Леонід Жевченко, Михайло Каганов, Георгій Івах, Володимир Толканьов та ін. На огляді художньої самодіяльності м. Києва у 1953 р. Я. В. Януш виступала як солістка хорової капели Київського держуніверситету.
Співоча діяльність Ядвіги Януш була дуже різноманітною. Вона співала соло, в опері, в квартеті. Була солісткою багатьох хорів, зокрема: хорової капели Київського держуніверситету, Київського будинку вчених (керівник — Мальцев), хору викладачів Рівненського педінституту, самодіяльної народної чоловічої хорової капели Рівненського національного університету водного господарства, з яким як солістка, дуже успішно виступала в Палаці «Україна» у Києві (1980 р.).
У процесі сценічної діяльності репертуар молодої співачки був дуже різноманітний: арії з опер українських і зарубіжних композиторів, романси, балади, пісні сучасних українських і зарубіжних композиторів, українські народні пісні, закарпатські, молдавські і румунські народні пісні та ін. Співала вона із супроводом різних оркестрів, а саме: симфонічного, оркестру народних інструментів, естрадного оркестру та струнних ансамблів і різних музичних інструментів, як-от: фортепіано, піаніно, рояль, баян, акордеон, гітара, віолончель та ін.
У 1958 р. Я. В. Януш виступила як солістка у заключному концерті обласного фестивалю самодіяльного мистецтва в м. Києві у супроводі державного симфонічного оркестру України під орудою диригентів Євгенії Шабалтіної, Стефана Турчака.
Ядвіга Януш мала в Києві свій персональний сольний концерт, що відбувся в Будинку вчителя.

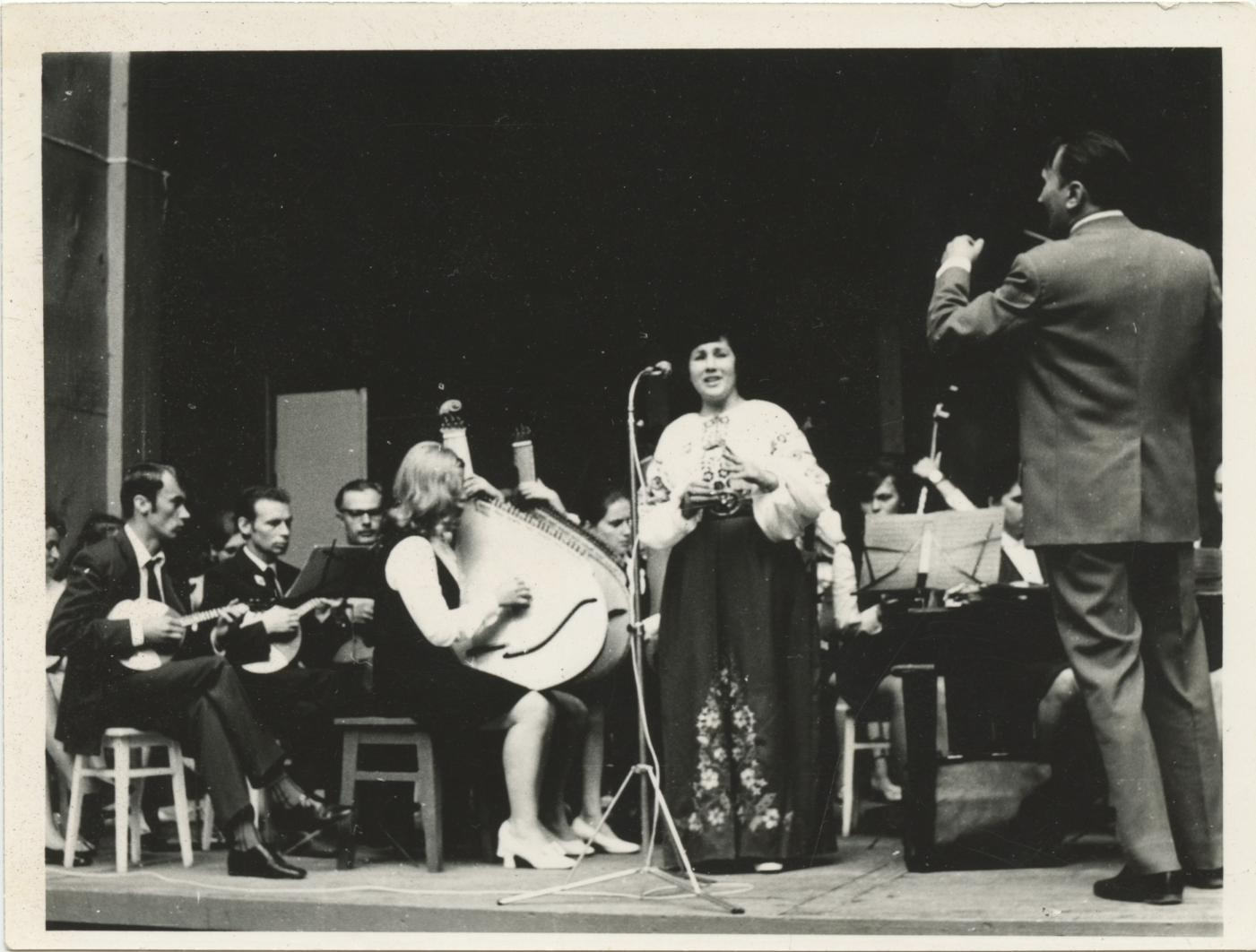
Ядвіга Януш з оркестром

Вона була удостоєна честі співати на заключному концерті художньої самодіяльності вчителів шкіл у Київському оперному театрі класичну оперну арію та українську народну пісню «Ой джигуне, джигуне» в супроводі симфонічного оркестру театру під орудою славнозвісного диригента Стефана Турчака. У Рівному Я. В. Януш стала однією з найпопулярнійших співачок. Її успішна концертна діяльність сприяла тому, що її запросили до Рівненського драматичного театру зіграти головні ролі у двох українських операх, а саме: роль Наталки в опері М. В. Лисенка «Наталка-Полтавка» і Оксани в опері С. Гулака-Артемовського «Запорожець за Дунаєм», з чим вона блискуче справилась.
Концертні майданчики, на яких виступала Ядвіга Януш, дуже різні. Так, вона співала не тільки в Україні, але й за кордоном, зокрема в Болгарії (в Шипці — 1968 р.), в Молдові (в Кишиневі), в Росії і в Німеччині. Я. В. Януш у складі делегації міста Києва з «Поїздом дружби» їздила до Німеччини, де виступала як солістка на урядових та інших концертах в Берліні, Дрездені, Магдебурзі, Лейпцигу, де з великим успіхом виконувала українські народні пісні.
Успішна і багатогранна сценічна і педагогічна діяльність Я. В. Януш сприяла тому, що про неї писали в різних газетах (їх більше 12). У газеті «Молода гвардія» за 26 січня 1969 р. дається висока оцінка співу Я.В.Януш: «З художньої самодіяльності прийшли у велике мистецтво видатні співаки  Б. Гмиря, Є. Мірошниченко, А. Солов’яненко. Їхні традиції гідно продовжують молоді артисти-аматори. Особливим успіхом користувалася Ядвіга  Януш  - аспірант Інституту мовознавства АН України. Вона володіє чистим сильним голосом. Її манера виконання відзначається справжнім артистизмом».
Так, по українському радіо у неї було 3 передачі: «Поліський соловей», «Співає полісянка Ядвіга Януш» і «Співає Я. Януш» (в літературно-музичній програмі).
По телебаченню у неї було 3 передачі: у Київській телевізійній студії в 1954 р., як студентка Шевченківського університету, 2 телепередачі з інтерв'ю: «Пісня і праця» (1968 р.) і «Поліський соловей» (1969 р.) в культурологічній програмі «Самоцвіти», що транслювалася по центральному телебаченню зі Львова, в якій вона представляла Україну (1968 р.). Її виступи по телебаченню дістали високу оцінку в листах до неї вдячних телеглядачів.
У своїй сценічній діяльності  вона відспівала багато концертів, серед яких є особливі. Визначний публічний виступ Ядвіги Януш як співачки відбувся на урочистому концерті  до 100-річчя Київської  «Просвіти», який проходив у Київському театрі музичної комедії 26 травня 2006 р. У програмі концерту вперше подано Я.В.Януш-співачку як вченого філолога, Заслуженого працівника  освіти України і як Лауреата численних фестивалів художньої самодіяльності України.
Таким чином, професор і лауреат багатьох конкурсів і фестивалів художньої самодіяльності України на своєму творчому шляху продемонструвала, як можна поєднувати працю, пісню й сприяла патріотичному вихованню молодого покоління для своєї держави. Вона наочно втілила ту велику місію справжднього УЧИТЕЛЯ, яку може виконувати викладач вищої щколи в процесі освітянської діяльності.

## Відзнаки
З 1958 — 1977 рр.  — Я. Януш відзначена Грамотами (їх більше 15) від різних установ, організацій України за значні успіхи, досягнення у науково-педагогічні роботі, сценічній діяльності.
1967  — Срібна Медаль — Лауреат фестивалю самодіяльного мистецтва УРСР.
1967 — Відмінник соціалістичного змагання УРСР — нагрудний знак.
1970 — Медаль — Лауреат фестивалю Київщини.
1975—1977 — Лауреат Першого всесоюзного фестивалю самодіяльної художньої творчості.
1977 — Диплом Лауреата Януш Ядвіги — солістці-вокалістці, кандидату філологічних наук, доценту Ровенського педінституту.
1984 — Нагрудний значок, приурочений до 150-річчя Київського державного університету імені Тараса Шевченка.
1990 — Медаль «Ветеран труда».
1991 — Подяка Міністерства вищої і середньої освіти Української РСР, грошова премія «За активну участь в розробці нормативних документів».
1997 — Медаль «Ветеран праці».
2000 — Подяка голови Київської міської державної адміністрації Олександра  Омельченка та нагорода іменним годинником.
2001 — Член Міжнародної академії наук вищої школи, академік.
2001 — нагрудний знак «Відмінник освіти України».
2003 — заслужений працівник освіти України.
2003 — Особиста телеграма Президента України з приводу отримання державної нагороди, за значний особистий внесок в соціально-економічний і культурний розвиток України та вагомі здобутки у професійній і громадській діяльності.
2004 — Сертифікат за участь в роботі ІІ Міжнародної наукової конференції та виступ з доповіддю у Варшавському університеті (Варшава, Польща, 2004).
2008 — Почесна грамота Київського міського голови Леоніда Черновецького за багаторічну сумлінну працю, активну громадську діяльність та з нагоди 140-річчя від дня заснування Всеукраїнського товариства «Просвіта» імені Тараса Шевченка.
Як педагог і науковець Я. В. Януш є номінантом чотирьох українських енциклопедій: «Жінки України» (2001), «Жінки — вчені Києва» (2003). «Українська мова» (2004, 2007). «Енциклопедія сучасної України» (ЕСУ), книг: «Професори Національного авіаційного університету» (1933—2008), «Ученые Международной академии наук высшей школы» (2003); Київський національний університет імені Тараса Шевченка «Шляхами успіху» (2008), як співачка є номінантом енциклопедичного довідника «Митці Рівненщини» (1997). На престижних конкурсах і фестивалях, що відбувалися у Києві, Ядвіга Януш неодмінно ставала лауреатом, про що йдеться у книзі А. Дацкова «Творчих щедрот оберіг» (2007).
2011 — Почесний член кафедри української мови Рівненського державного гуманітарного університету.
2013 — 75 річний ювілей був відзначений виданням книги з серії «Видатні жінки Києва» — «Януш Ядвіга Вацлавівна. Біобібліографічний нарис до ювілею».
2013 — Нагрудний знак Національного авіаційного університету «За сумлінну працю».

## Основні опубліковані праці
1. Януш, Я. В. Мова української класичної драматургії: [монографія] / Я. В. Януш. — Львів : Вища школа, 1983. — 148 с.
2. Януш, Я. В. Проблеми, зміст і завдвння курсу української мови для студентів-нефілологів / Я. В. Януш // Українська мова у вищих навчальних закладах України: тематичний зб. наук. праць. — Київ: МОН України, 1993. — С. 18-23.
3. Януш, Я. Тропи як елемент художньо-зображальної системи в мові української класичної драматургії / Я. Януш // Świat przedstawiony w dziełach pisarzy wschodniej słowiańszczyzny. — Zielona Goˊra, 1994. — С. 119—128.
4. Януш, Я. В. Українська мова в економічному вузі / Я. В. Януш // Дивослово. — 1999. — № 2. — С. 9-14.
5. Януш, Я. В. Роль термінології у формуванні мовно-професійної компетентності фахівців економічного профілю / Я. В. Януш // Українська термінологія і сучасність. — Київ: КНЕУ, 2001. — С.15-19.
6. Януш, Я. В. Лингвистическое образование в высшей школе: (проблемы и перспективы) / Я. В. Януш // Труды ІХ Академических чтений. — Кишинев, 2003. — С. 176- 84.
7. Януш, Я. В. Українська мова в системі національної освіти в Україні / Я. В. Януш // Вісник українського відділення Міжнародної академії наук вищої школи. — Київ, 2003. — С. 173-179.
8. Януш Я. В. Основні правила українського правопису: Навчальний посібник. — Київ: КНЕУ, 2004. — 68с.
9. Януш Я. В. Інновації в українській літературній мові на сучасному етапі її розвитку // Ze studiów nad językami i literaturami? wschdnioslowiańskimi. — Zieiona Góra, 2004. — С.39-44.
10. Януш, Я. В. Сучасна українська мова. Курс лекцій: навч. посіб. / Я. В. Януш. — Київ: КНЕУ, 2005. — 460 с.
11. Януш, Я. В. Українська мова: навч. посіб. для неатест. з укр. мови в серед. навч. закладах / Я. В. Януш. — 2-ге вид., перероб. і доп. — Київ: КНЕУ, 2006. — 320 с.
12. Януш, Я. В. Правила українського правопису: навч. посіб. / Я. В. Януш. — [Київ]: Вид-во «НАУ-друк», 2010. — 160 с.
13. Януш, Я. В. Українські драматурги-класики ХІХ — початку ХХ століття і українська мова / Я. В. Януш // Життя у слові. — Київ: Національна академія наук України, 2011. — С. 429- 442.
14. Януш, Я. В. Письменник і літературна мова / Я. В. Януш // Плугатар мовознавчої ниви ; НАН України, Ін-т мовознавства О. О. Потебні. — Київ, 2019. — С. 239—257.